# جيريمي باريت (رسام)
جيريمي باريت (بالإنجليزية: Jeremy Barrett)‏ هو رسام أسترالي، ولد في 8 سبتمبر 1936 في ملبورن في أستراليا.